# ऍ
Cette page contient des caractères spéciaux ou non latins. S’ils s’affichent mal (▯, ?, etc.), consultez la page d’aide Unicode.
ऍ, transcrit ê et appelé é tchandra, est une voyelle de l’alphasyllabaire devanagari.

## Représentations informatiques
Ses Unicode sont :
| formes       | représentations | chaînes de caractères | points de code | descriptions                              |
| ------------ | --------------- | --------------------- | -------------- | ----------------------------------------- |
| indépendante | ऍ               | ऍ                     | U+090D         | lettre devanagari é tchandra              |
| dépendante   | ॅ                | ◌ॅ                     | U+0945         | diacritique voyelle devanagari é tchandra |